# Raúl Marín Martín
Reus deportiu (2020-act)
Raúl Marín Martín (Reus, España, 15 de octubre de 1986) es un entrenador i exjugador de hockey sobre patines español que actualmente es segundo entrenador y coordinador de la base del Reus Deportiu desde 2023.
Marín se formó como jugador de hockey patines en las categorías infantiles del Reus Deportiu, aunque fugazmente lo fue del FC Barcelona cuando era infantil.  En 2003 se estrenó en la máxima competición estatal con 17 años como jugador del Patín Alcodiam Salesiano. Después de tres temporadas en el club alcoyano, en 2007 fichó por el Igualada Hockey Club donde estuvo dos temporadas. Después fichó por el Club Patí Vilanova y tras una temporada exitosa (finalistas de Copa) en las filas del club del Garraf, en verano de 2010 fichó por el Reus Deportiu.  La temporada 2013/14 Marín fichó por el FC Barcelona. Después de dos temporadas en la entidad azulgrana, regresó al Reus Deportiu donde estuvo tres temporadas. Tras esta etapa en el club rojinegro (en las que fue en cuatro ocasiones el máximo goleador de la OK Liga, con récord goleador incluido), en julio de 2018 ficha por el Sporting de Portugal tras pagar al Reus Deportiu la temporada que todavía le quedaba de contrato. Tras dos temporadas en Portugal regresa de nuevo al Reus Deportiu, club en el que se retiró como jugador en 2023 tras arrastrar una lesión de espalda que le impidió jugar con plenas facultades. Tras su retirada se incorporó al staff técnico del Reus Deportiu como segundo entrenador, además de coordinar el hockey base del club.

## Palmarés

### Reus Deportiu
1 OK Liga (2010-2011)
1 Liga Europea de hockey sobre patines (2016/17)

### FC Barcelona
1 Copa Intercontinental (2014)
2 Liga Europea de hockey sobre patines (2013/14, 2014/15)
2 Supercopas españolas (2013/14, 2014/15)
2 OK Liga (2013/14, 2014/15)

### Selección Española
2 Campeonato mundial de hockey sobre patines masculino (2011, 2017)

1 Campeonato europeo de hockey sobre patines masculino (2018)